# Bastardia viscosa
Bastardia viscosa är en malvaväxtart som först beskrevs av Carl von Linné, och fick sitt nu gällande namn av Carl Sigismund Kunth. Bastardia viscosa ingår i släktet Bastardia och familjen malvaväxter. Utöver nominatformen finns också underarten B. v. sanctae-crucis.